# Processfysik
Processfysik presenterades av Reginald T. Cahill och Christopher M. Klinger 1996, som en teori om allt; den skulle därmed lösa problemet mellan den allmänna relativitetsteorin och kvantmekaniken. Teorin baseras på att forma en verklighet genom att påstå att ett formellt system är dömt att misslyckas. Istället använder processfysiken sig av ett processystem.
Processystemet skapar en ny typ av information-teorisystem som tar med både den allmänna fysiska modellen av verkligheten och former som till exempel tidsriktning, den aktuella momenteffekten och relativitets- och kvantmekanik.
Synen på rymd och materia som processfysiken har, är att de kommer från ett grundläggande slumpartat men självorganiserat system. Materian beskrivs som en topologisk defekt, som är omsluten i en tredimensionell rymd. Rymden i sig har en intern struktur som beskrivs som ett nätverk av noder. Denna beskrivning är lik den som används i neurala nätverk.
Tiden i processfysik framställs som en upprepande process där varje upprepning är nästa aktuella moment. Det finns en statisk dåtid, ett ständigt förändrande genom de aktuella momenten och en oförutsägande framtid enligt processfysiken. Processfysiken överger därmed Einsteins tid-rymdkonstruktion, där tiden beskrivs som en geometrisk dimension som läggs till de tre rymddimensionerna.
Genom processfysiken kom det till en ny teori om gravitation. Processfysiken har nämligen två gravitationskonstanter vilka är Newtons gravitationskonstant och en dimensionsfri konstant, som genom experiment har bevisats att vara en strukturkonstant.
Teorin hjälper till att förklara begrepp som till exempel mörk materia-effekt i spiralgalaxer och massorna på observerade svarta hål i mitten av globulära samlingar.